# الکس راسل (بازیکن فوتبال، زاده ۱۹۲۲)
الکس راسل (انگلیسی: Alex Russell; ۳۰ نوامبر ۱۹۲۲ – ۲۴ فوریهٔ ۲۰۱۴) بازیکن فوتبال اهل بریتانیا بود.
از باشگاه‌هایی که در آن بازی کرده‌است می‌توان به باشگاه فوتبال لینفیلد اشاره کرد.
وی همچنین در تیم ملی فوتبال ایرلند شمالی بازی کرده‌است.